# ニュースの森 TBC
『ニュースの森 TBC』（ニュースのもり ティービーシー）は、2001年4月2日から2005年3月25日まで東北放送（TBCテレビ）で月曜から金曜の夕方に放送されたローカルワイドニュース番組で、『JNNニュースの森』の宮城県ローカルパートに相当する。正式タイトルは『JNNニュースの森 TBC』で、その番組枠の第2期放送シリーズ群に当たる。　

## 概要
2001年4月2日に『TBCニュースウェーブ』の後番組としてスタート。メインキャスターには『TBCニュースの森』初代キャスターの鈴木俊光と『ニュースウェーブ』より宮田敬子が起用された。
スタートから2年後の2003年3月31日には初のキャスター替えを行い、メインキャスターには『ニュースウェーブ』元キャスターの佐藤修と『グッデイみやぎ』より田添菜穂子が起用されたが、2004年3月29日には女性キャスターが田添から初代キャスターの宮田に変わった。
2005年3月25日をもって終了し、同年3月28日からは替わって『イブニング・ニュース TBC』がスタートした。

## 歴代キャスター
| 期間      | 期間       | メインキャスター | メインキャスター | サブキャスター | サブキャスター             |
| 期間      | 期間       | 男性             | 女性             | スポーツ       | 天気予報                   |
| --------- | ---------- | ---------------- | ---------------- | -------------- | -------------------------- |
| 2001.4.2  | 2002.12.27 | 鈴木俊光         | 宮田敬子         | 石黒新平       | （メインキャスターが担当） |
| 2003.1.6  | 2003.3.28  | 鈴木俊光         | 宮田敬子         | （シフト勤務） | （メインキャスターが担当） |
| 2003.3.31 | 2004.3.26  | 佐藤修           | 田添菜穂子       | （シフト勤務） | （メインキャスターが担当） |
| 2004.3.29 | 2005.3.25  | 佐藤修           | 宮田敬子         | （シフト勤務） | 佐藤正則                   |

### 補足
- 宮田は前番組『TBCニュースウェーブ』からの続投で、後番組『イブニング・ニュース TBC』も担当。
- 石黒・田添は出演当時TBCアナウンサー。

## エピソード
- 2003年5月26日放送分では、番組の放送中に三陸南地震が発生。仙台市内でも震度5弱を観測し、スタジオがガタガタと音を立てて揺れスタッフが悲鳴を上げる中、身の危険を感じたメインキャスターの佐藤（修）・田添は揺れが収まるまでテーブルの下へ潜りながら地震の状況を伝えた。なお、この様子は翌日夕方の『JNNニュースの森』の中で一部が全国放送された。また、この地震の影響で番組内容が急遽変更となり、通常の『ヤン坊マー坊天気予報』の時間帯にTBSテレビから地震情報が放送された。